# Stevica Ristić
Stevica Ristić (* 23. květen 1982 Vršac) je severomakedonský fotbalista.

## Reprezentační kariéra
Stevica Ristić odehrál za severomakedonský národní tým v letech 2007–2012 celkem 17 reprezentačních utkání a vstřelil v nich 1 gólů.

## Statistiky
| Severní Makedonie | Severní Makedonie | Severní Makedonie |
| Roky              | Záp.              | Góly              |
| ----------------- | ----------------- | ----------------- |
| 2007              | 4                 | 1                 |
| 2008              | 3                 | 0                 |
| 2009              | 1                 | 0                 |
| 2010              | 5                 | 0                 |
| 2011              | 2                 | 0                 |
| 2012              | 2                 | 0                 |
| Celkem            | 17                | 1                 |